# Massengräber in Slovenska Bistrica
Auf dem Gebiet der Gemeinde Slovenska Bistrica wurden zehn Massengräber aus der Zeit des Zweiten Weltkriegs gefunden.

## Frajhajm
In Frajhajm befinden sich sechs Massengräber aus der Zeit unmittelbar nach dem Zweiten Weltkrieg. Sie alle enthalten die Überreste von zivilen Opfern und Kriegsgefangenen, die aus Maribor und der Umgebung gebracht und im Mai und Juni 1945 ermordet wurden.
- Das Massengrab Ruška koča na Arehu 1 (Grobišče pri Ruški koči na Arehu 1) liegt östlich der Kirche Sv. Areh (St.-Heinrich-Kirche).[1]
- Die Massengräber Jurjevo sedlo 1–3 sind im nordöstlichen Teil der Siedlung an einem Hang unterhalb des Hotels Zarja gruppiert.[2][3][4]
- Unterhalb des Hotels Zarja liegen auch die Massengräber Zarja 1 und 2 (Pod Zarjo 1, 2). Das erste befindet sich zwischen dem Hotel und der Hauptstraße[5] und das zweite liegt südlich der Hauptstraße.[6]

## Lukanja
In Lukanja befindet sich ein Massengrab aus dem Zweiten Weltkrieg.
- Das Massengrab von Lukanja (Grobišče Lukanja) liegt an einem steilen Hang etwa 160 Meter südlich des Gipfels des Berges Gradišče. Es enthält die Überreste von 40 deutschen Soldaten, die im Sommer 1944 von einer unbekannten Partisaneneinheit getötet wurden.[7]

## Pokoše
In Pokoše befindet sich ein Massengrab aus der Zeit unmittelbar nach dem Zweiten Weltkrieg.
- Das Massengrab von Velenik (Grobišče Velenik) liegt etwa 600 Meter östlich der nördlichen Autobahnausfahrt Slovenska Bistrica. Es enthält die Überreste von Zivilisten aus Slovenska Bistrica, die im Mai 1945 ermordet und in einem ehemaligen Panzergraben begraben wurden.[8]

## Zgornja Bistrica
In Zgornja Bistrica wurden zwei Massengräber aus der Zeit unmittelbar nach dem Zweiten Weltkrieg gefunden. Beide liegen nordwestlich der Siedlung, die Eingänge wurden mit Beton verstärkt und mit einer Metalltür verschlossen.
- Das Massengrab von Grube A (Grobišče v rovu A) ist ein ehemaliger Minenschacht und Bunker neben  einer Fabrik. Das Grab enthielt die Überreste von 231 erwachsenen Zivilisten, die 2001 exhumiert wurden.[9]
- Das Massengrab von Grube B (Grobišče v rovu B) liegt 50 Meter nordwestlich des ersten. Es enthielt die Überreste von 200 erwachsenen Zivilisten, die 2002 exhumiert wurden.[10]